# 471301 Robertajmolson
471301 Robertajmolson este o planetă minoră (asteroid) din centura de asteroizi. A fost descoperită pe 30 ianuarie 2006 la Observatorul Național Kitt Peak de Spacewatch și a fost numită după Roberta J. M. Olson⁠(d). 
Obiectul prezintă o orbită caracterizată de o semiaxă mare de 2,7288900669869 UAi, o excentricitate de 0,17119960349291, o înclinație de 8,6921922767043 ° în raport cu ecliptica.